# Masakra w więzieniu w Oszmianie
Masakra w więzieniu w Oszmianie – mord na pensjonariuszach więzienia w Oszmianie dokonany przez funkcjonariuszy NKWD w nocy z 23 na 24 czerwca 1941 roku. Ofiarą zbrodni padło od 30 do 52 więźniów narodowości polskiej. Była to jedna z wielu tzw. masakr więziennych, dokonanych przez NKWD po rozpoczęciu niemieckiej inwazji na ZSRR.

## Geneza
Oszmiana, przed wojną miasto powiatowe w województwie wileńskim, od września 1939 roku znajdowała się pod sowiecką okupacją. Osoby aresztowane przez sowiecki aparat bezpieczeństwa były osadzane w celach przedwojennego polskiego więzienia. Znajdowało się ono przy ul. Piłsudskiego, w bezpośrednim sąsiedztwie budynku starostwa, w którym po rozpoczęciu okupacji znalazła siedzibę lokalna placówka NKWD. Miało charakter więzienia śledczego i było jednym z czterech sowieckich więzień funkcjonujących na terenie obwodu wilejskiego; w oficjalnych dokumentach określano je mianem „więzienia nr 27”. Funkcję naczelnika pełnił funkcjonariusz nazwiskiem Kondratow.
22 czerwca 1941 roku nazistowskie Niemcy dokonały inwazji na Związek Radziecki. Pierwsze tygodnie wojny miały bardzo pomyślny przebieg dla strony niemieckiej. Dywizjom Wehrmachtu udało się bowiem rozbić wojska nadgranicznych okręgów wojskowych ZSRR, a następnie wedrzeć się w głąb sowieckiego terytorium. Szczególnym powodzeniem uwieńczone zostało niemieckie natarcie na Białorusi, gdzie w ciągu niespełna dwóch tygodni okrążono i doszczętnie rozbito sowiecki Front Zachodni.
Wobec szybkich postępów niemieckiego natarcia NKWD przystąpiło do likwidacji więźniów politycznych przetrzymywanych w strefie działań wojennych. Latem 1941 roku w więzieniach i aresztach na Kresach Wschodnich zamordowano od 20 tys. do 30 tys. osób.

## Przebieg masakry
Więźniami oszmiańskiego więzienia byli przede wszystkim Polacy i Białorusini. Z wykazów odnalezionych w sowieckich archiwach wynika, że stan osadzonych na dzień 10 czerwca 1941 roku wynosił 266 osób. Inny dokument NKWD z czerwca 1941 roku, dotyczący niedoszłej do skutku ewakuacji więzienia, podaje natomiast, że ewakuacją planowano objąć 265 więźniów. Wiadomo, że liczba osadzonych wzrosła po 22 czerwca 1941 roku, gdyż w związku z wybuchem wojny NKWD rozpoczęło masowe aresztowania prawdziwych i domniemanych wrogów władzy sowieckiej. Aresztowanych wówczas osób nie zdążono zarejestrować w więziennej ewidencji.
23 czerwca wszystkich więźniów wyprowadzono z cel i zgromadzono na dziedzińcu wewnętrznym. Musieli tam spędzić cały dzień; w międzyczasie enkawudziści sprawdzali ich imiona, nazwiska i narodowość. Po pewnym czasie zwolniono Białorusinów oraz Polaków, którzy się za nich podali. Pozostałych Polaków odprowadzono z powrotem do cel. Niedługo później strażnicy zaczęli wywoływać więźniów po nazwisku, pojedynczo lub dwójkami. Wywołanym polecano zabrać rzeczy osobiste, gdyż rzekomo mieli zostać ewakuowani do innego więzienia lub zwolnieni. W rzeczywistości odprowadzano ich do sąsiedniego budynku starostwa. Ofiary były krępowane – w niektórych wypadkach także kneblowane – po czym enkawudziści wprowadzali je do piwnicy i tam mordowali strzałem w potylicę. W czasie egzekucji robotnik z gorzelni nazwiskiem Łopuszewski stawił oprawcom czynny opór. W odwecie został okrutnie skatowany – między innymi wyłupiono mu oczy i połamano kończyny.

Zdążyłem zauważyć, że ci więźniowie, których wyprowadzono z celi przede mną leżą już martwi na podłodze w głębi piwnicy. Mnie przeprowadzono w głąb tej piwnicy i w pewnym momencie strzelono do mnie z tyłu. Poczułem trzask miażdżonego kręgu szyjnego i ból i krew cieknącą mi po karku. Nie straciłem jednak przytomności i wydaje mi się nawet, że stałem dalej. Pamiętam natomiast, że funkcjonariusz (nie wiem, który) dostawił mi pistolet do skroni i strzelił. Ujrzałem tylko błysk i straciłem przytomność. Potem okazało się, że strzelano do mnie po raz trzeci w plecy. Kiedy odzyskałem przytomność, okazało się, że jestem w szpitalu w Oszmianie – zeznanie Polikarpa Straszyckiego.

Egzekucje trwały do świtu 24 czerwca. Więźniowie, do których dochodziły odgłosy strzałów, wkrótce zorientowali się, jaki los spotkał zabranych z cel kolegów. Tymczasem pod budynkiem więzienia zaczęli gromadzić się mieszkańcy Oszmiany, zaniepokojeni o los swoich krewnych i przyjaciół. W pewnym momencie jeden z nich zawołał do strażników, że Niemcy są już w mieście. Ów wybieg okazał się nadzwyczaj skuteczny, gdyż ogarnięci paniką enkawudziści natychmiast przystąpili do ucieczki. Ocalali więźniowie wyważyli wówczas drzwi cel i z pomocą ludności cywilnej wydostali się na wolność. Niedługo później do więzienia powróciła grupa funkcjonariuszy na czele z naczelnikiem miejscowego NKWD. Enkawudziści nie zastawszy nikogo w budynku, nie podjęli próby odszukania uciekinierów, zamiast tego ostatecznie ewakuowali się z Oszmiany.
Źródła podają rozbieżne informacje na temat liczby ofiar masakry. W raporcie na temat ewakuacji więzień Białoruskiej SRR, sporządzonym 3 września 1941 roku przez zastępcę naczelnika zarządu więziennictwa NKWD BSRR lejtnanta bezpieczeństwa państwowego Opalewa, podano, że rozstrzelanych zostało 30 więźniów. Polscy świadkowie twierdzili natomiast, że w piwnicach starostwa odnaleziono zwłoki 52 ofiar oraz pięciu ciężko rannych więźniów (trzech przeżyło, jeden zmarł, losów piątego nie udało się ustalić). Udało się zidentyfikować 24 ciała. Ustalono ponadto, że wśród nierozpoznanych ofiar znajdowało się dwóch polskich nauczycieli z Oszmiany.
Mord na pensjonariuszach oszmiańskiego więzienia miał samowolny charakter, gdyż dopiero 24 czerwca 1941 roku ludowy komisarz spraw wewnętrznych Ławrientij Beria wydał obwodowym urzędom NKGB rozkaz rozstrzelania wszystkich więźniów politycznych przetrzymywanych w zachodnich obwodach ZSRR, których ewakuacja w głąb kraju była niemożliwa. Wspomniany raport na temat ewakuacji więzień Białoruskiej SRR informuje, że decyzję o wymordowaniu więźniów podjęli oficer polityczny Klimienko i zastępca [oper]upołnomoczennego – Awdiejew.